# Ukraińcy w Toruniu

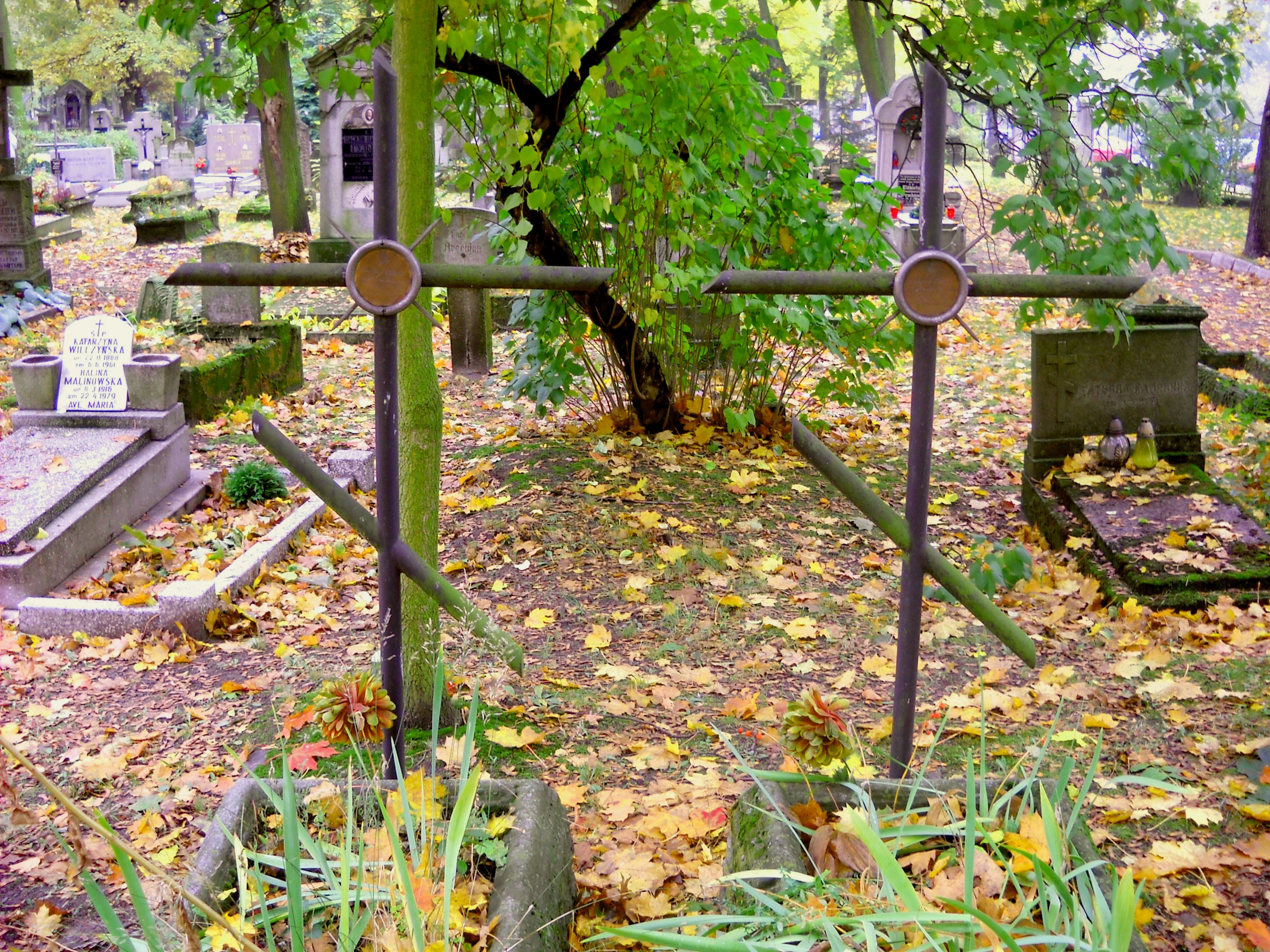
Groby Ukraińców – płk Wołodymyra Czahyna i szeregowego Hryhorija Ochoty – na cmentarzu garnizonowym w Toruniu przy ul. Grudziądzkiej

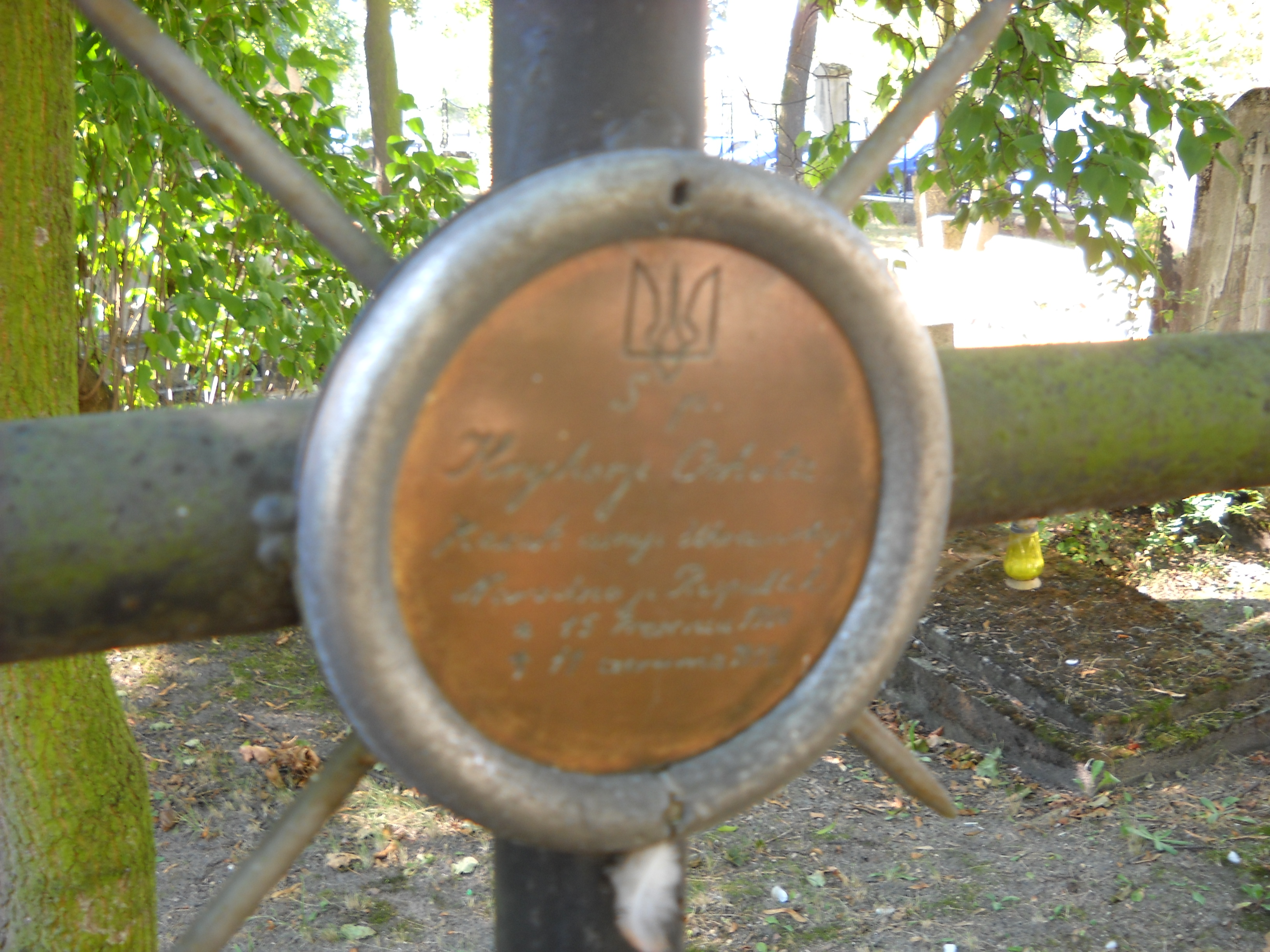
Narodowy symbol Ukrainy – tryzub – na nagrobku na cmentarzu garnizonowym w Toruniu

Ukraińcy w Toruniu – grupa narodowa obecna w Toruniu od dwudziestolecia międzywojennego. Tworzyli ją byli żołnierze Ukraińskiej Republiki Ludowej internowani w Polsce po podpisaniu traktatu ryskiego, którzy po zwolnieniu z obozów zdecydowali się pozostać na stałe w Toruniu. Drugą grupę Ukraińców przybyłych do Torunia w tym okresie stanowili obywatele narodowości ukraińskiej, w większości pochodzący z Galicji. Społeczność ukraińska była silnie zintegrowana, mimo niewielkiej liczebności (ok. 50 osób) prowadziła działalność kulturalną i czynnie uczestniczyła w życiu toruńskiej parafii prawosławnej. Osobną grupę stanowiło niewielkie środowisko anarchistów ukraińskich, którzy przybyli do Torunia razem ze swoim przywódcą Nestorem Machno.
Po II wojnie światowej Ukraińcy, podobnie jak mieszkający w Toruniu Rosjanie, stali się obiektem represji ze strony Urzędu Bezpieczeństwa. W związku z tym życie ich społeczności w dawnym kształcie już się nie odrodziło.

## Okres międzywojenny
Pierwsza grupa Ukraińców pojawiła się w Toruniu po zamknięciu powstałych po traktacie ryskim obozów internowania dla żołnierzy i oficerów armii Ukraińskiej Republiki Ludowej. Byli to w większości byli internowani w obozach pod Strzałkowem i w Aleksandrowie Kujawskim. Pierwsze dane liczbowe dotyczące Ukraińców pochodzą z 1927 i wskazują na stałe przebywanie w Toruniu 40 osób tej narodowości. Liczba Ukraińców podlegała poważniejszym wahaniom niż formująca się w tym samym czasie społeczność rosyjska, jednak ostatecznie ustabilizowała się w granicach 40-50 osób, w większości mężczyzn wykonujących wolne zawody.
22 lipca 1924 na terenie miasta rozpoczęta została rejestracja obcokrajowców narodowości rosyjskiej oraz ukraińskiej, którzy musieli zadeklarować chęć pozostania w Polsce lub wyjazdu. Świadome zignorowanie nakazu rejestracji wiązało się z wydaleniem z obszaru II RP.
| Data          | Liczba emigrantów ukraińskich |
| ------------- | ----------------------------- |
| Maj 1927      | Około 40                      |
| Grudzień 1929 | 50                            |
| Maj 1930      | 42                            |
| Styczeń 1931  | 31                            |
| Wrzesień 1931 | 30                            |
| Sierpień 1932 | 56                            |
| 1937          | 55                            |

Liczba ta była około dwa razy większa po dodaniu osób narodowości ukraińskiej posiadających obywatelstwo polskie przed 1924. Ukraińcy z polskim obywatelstwem byli w większości pracownikami urzędów. Nieformalnym liderem tej grupy był W. Zathaj.

## Organizacje społeczne

### Działalność kulturalna i społeczna
Chociaż Ukraińcy pojawili się po I wojnie światowej również w innych miastach Pomorza, właśnie w Toruniu najszybciej zaczęli się organizować. W 1927 do miasta przybył Wiktor Łotocki, reprezentujący Centralny Komitet Ukraiński z siedzibą w Warszawie. Celem jego przyjazdu było zorganizowanie w Toruniu oddziału Komitetu. Władze Torunia zgodziły się na tę inicjatywę. Zebranie organizacyjne miało miejsce w mieszkaniu prywatnym należącym do Ukraińca J. Melnika, przy ul. Sobieskiego 13. Powołany na nim do życia zarząd oddziału składał się z Michała Kaszczuka jako prezesa, Włodzimierza Czagina jako skarbnika i Antoniego Ptasznika jako sekretarza. Oddział prowadził działalność dobroczynną, wspierając materialnie ubogich Ukraińców żyjących w powiecie toruńskim, udzielał porad prawnych, a także działalność kulturalną. Środki finansowe na nią pochodziły ze składek członkowskich oraz z kwot wyznaczanych dla oddziału toruńskiego przez CKU (w 1927 organizacja pozyskała w ten sposób 1500 zł. W ramach aktywności kulturalnej Oddział CKU w Toruniu powołał do życia chór, zespół dramatyczny, amatorski zespół baletowy oraz bibliotekę ukraińskojęzyczną. Ukraińcy organizowali otwarte przedstawienia i koncerty, z których dochód przekazywali na wsparcie swoich najuboższych rodaków w Toruniu. Tradycją organizacji stało się przygotowywanie dorocznych obchodów świąt Bożego Narodzenia oraz zabawy noworocznej dla dzieci ukraińskich. W momencie powstania stowarzyszenia przystąpiło do niego 40 osób. Składka wynosiła 1,5 zł miesięcznie oraz dodatkowo 50 gr wpisowego. Grupa toruńska utrzymywała szczególnie bliskie kontakty z oddziałem lwowskim.
W 1930 Oddział Toruński, z powodu sporów na tle finansowym, podzielił się na dwie konkurencyjne grupy – pierwszą z J. Sołowjewem na czele i drugą skupioną wokół M. Kaszczuka. Bezpośrednim powodem rozłamu było oskarżenie Kaszczuka o sprzeniewierzenie funduszy pochodzących ze składek członkowskich. Prezes odmówił wówczas złożenia dymisji i udostępnienia dokumentacji stowarzyszenia. Przed Oddziałem pojawiła się wówczas groźba rozwiązania, gdyż CKU w Warszawie odmówił dalszego dofinansowywania organizacji. Ostatecznie rozłam został zażegnany już w roku następnym, jednak to Sołowjew przejął funkcję przewodniczącego Oddziału. W 1935 zastąpił go Bazyli Szewczuk.
Ukraińcy pozostawali w pozytywnych relacjach zarówno z mieszkającymi w Toruniu Rosjanami, jak i z polskimi mieszkańcami miasta. Nie odnotowano wśród nich przypadków postaw antypaństwowych. Podobnie jak Rosjanie, Ukraińcy uczestniczyli w odprawianych w cerkwi św. Mikołaja nabożeństwach z okazji polskich świąt państwowych. Fakt ten przyczynił się do zmniejszenia stopnia kontroli władz lokalnych nad środowiskiem ukraińskim – w drugiej połowie lat 30. władze Torunia skupiły się już całkowicie na mniejszości niemieckiej w mieście, reprezentującej odmienną postawę. Wyrazem odcięcia się społeczności ukraińskiej w Toruniu od idei radykalnego nacjonalizmu ukraińskiego było potępienie przez jej przedstawicieli zabójstwa Tadeusza Hołówki w 1931.

### Działalność wojskowa
Organizator Oddziału Toruńskiego W. Łotocki był również twórcą grupy samokształceniowej złożonej z byłych oficerów i żołnierzy narodowości ukraińskiej. Miała ona poprzez uczestnictwo w stałych kursach zwiększać swoją wiedzę wojskową na wypadek wybuchu powstania narodowego na Ukrainie. Łotocki kierował kursami do 1934, kiedy zastąpił go J. Chmara. W tym samym roku grupa liczyła 28 osób. Polskie władze wojskowe wiedziały o istnieniu stowarzyszenia.

### Działalność religijna

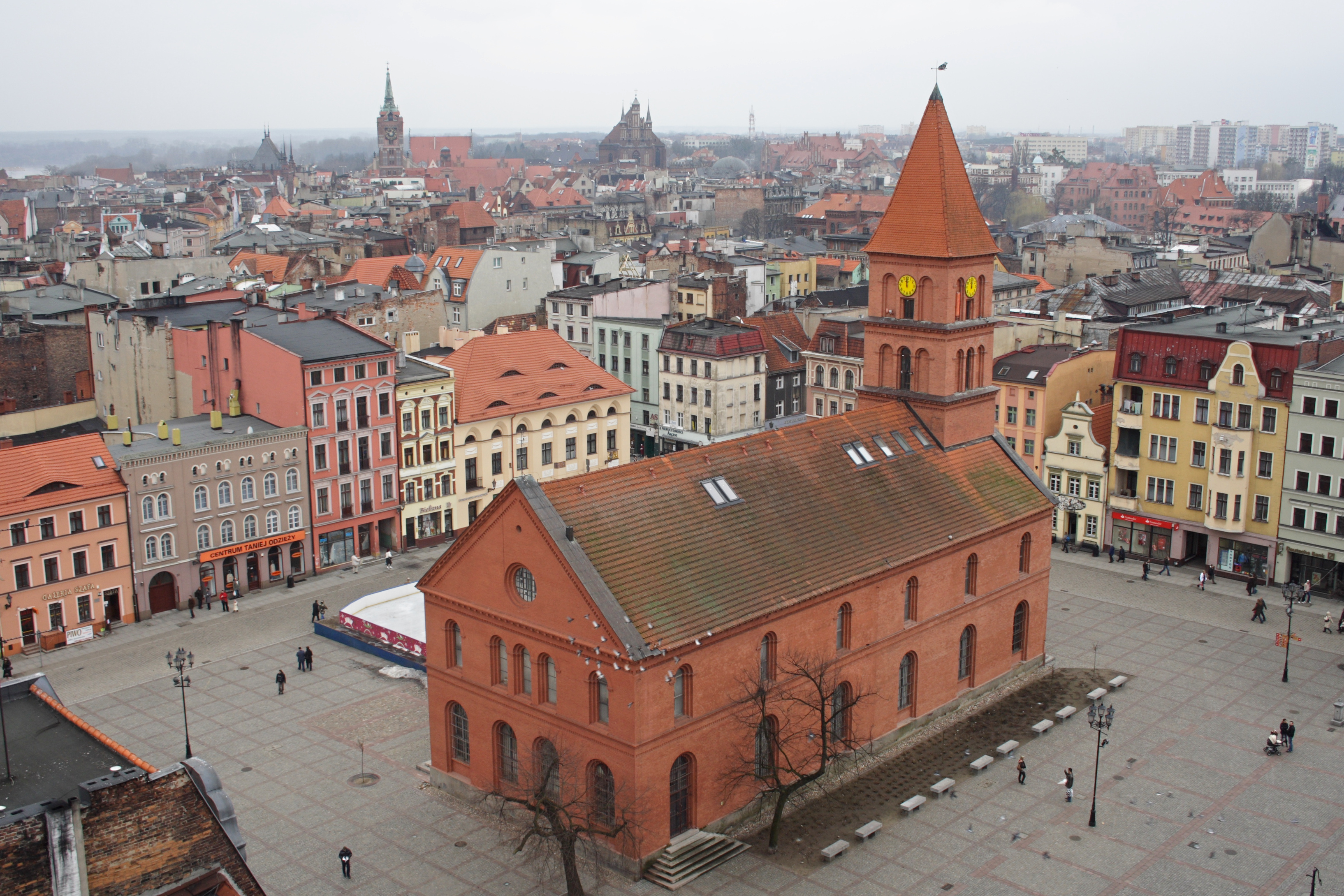
Budynek dawnego zboru ewangelickiego na Rynku Nowomiejskim w Toruniu był w okresie międzywojennym wykorzystywany jako miejsce nabożeństw prawosławnych, w których uczestniczyli Ukraińcy z Torunia

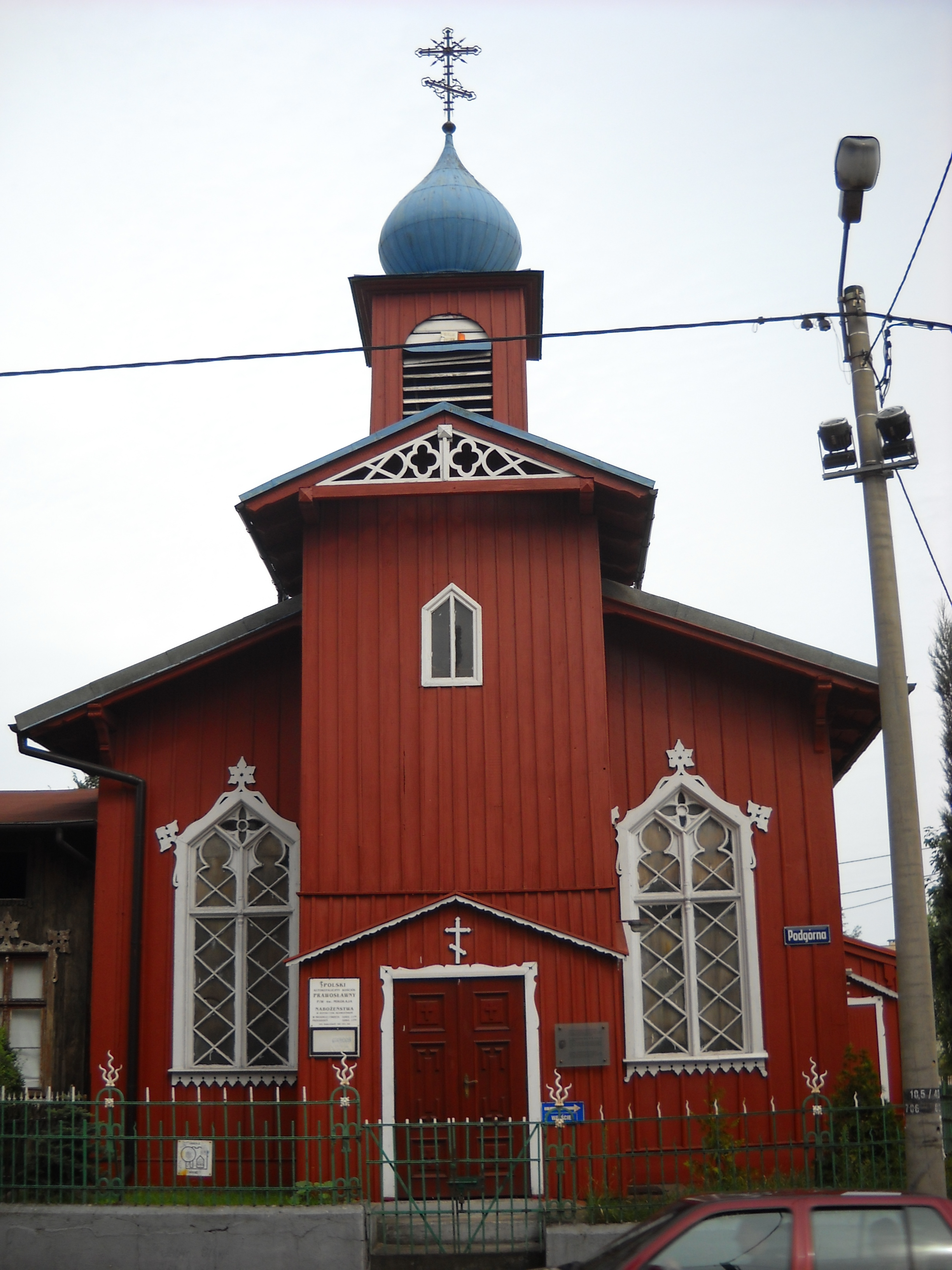
Cerkiew św. Mikołaja przy ul. Podgórnej

Ukraińcy, którzy znaleźli się w Toruniu po I wojnie światowej, byli wyznawcami prawosławia (w przypadku osób przybyłych z terenów dawnego Imperium Rosyjskiego) lub katolicyzmu (obywatele polscy). Ci drudzy dzielili się na członków Kościoła greckokatolickiego oraz katolików obrządku łacińskiego. Ukraińcy-grekokatolicy starali się w 1935 powołać w Toruniu swoją parafię, do czego jednak nie doszło, gdyż inicjatywy tej nie poparł metropolita Andrzej Szeptycki, zaś dodatkowo sprzeciwił się jej rzymskokatolicki biskup chełmiński S. Okoniewski.
Od początku pobytu internowanych narodowości ukraińskiej w Toruniu istniała natomiast parafia prawosławna pod wezwaniem św. Mikołaja. Ukraińcy korzystali z niej razem z Rosjanami. W czasie istnienia Obozu Internowanych nr 15, do 1924, siedzibą parafii była kaplica św. Mikołaja położona na terenie obozu. Następnie, z powodu braku cerkwi lub przynajmniej kaplicy domowej, prawosławni wynajmowali różne obiekty: kaplicę ewangelicko-augsburską przy ul. Strumykowej (marzec-październik 1922) oraz kaplicę ewangelicko-reformowaną przy ul. Dominikańskiej. 6 stycznia 1924 przejęli kaplicę wojskową na terenie Baonu Sanitarnego nr 8, która stała się świątynią parafii wojskowej. Opiekowała się ona żołnierzami wyznania prawosławnego odbywającymi w Toruniu służbę wojskową oraz emigrantami rosyjskimi i ukraińskimi. W 1927 parafia uzyskała prawo do użytkowania dawnego ewangelickiego kościoła Trójcy Świętej na Rynku Nowomiejskim, który został wyświęcony na cerkiew pod wezwaniem św. Mikołaja. Jej pierwszym proboszczem był Ukrainiec – Stefan (Rudyk), którego zastępował inny duchowny narodowości ukraińskiej Grzegorz Kuryłas. Cerkiew na Rynku Nowomiejskim istniała do 1939, kiedy została zamknięta przez władze hitlerowskie. Pozwoliły one jednak na urządzenie nowej, czynnej do dziś świątyni prawosławnej w budynku dawnego kościoła staroluterańskiego przy ul. Podgórnej 69, która nosi to samo wezwanie. Ukraińcy do wybuchu wojny posiadali ponadto własną kaplicę domową przy ul. Łaziennej, w której odprawiane były nabożeństwa w języku cerkiewnosłowiańskim, ale z wymową ukraińską.
Z inicjatywy rosyjskiej społeczności w Toruniu 29 grudnia 1925 został złożony wniosek o rejestrację Bractwa Prawosławnego w Toruniu. Wniosek zawierał projekt statutu, który przewidywał, iż Bractwo będzie stowarzyszeniem otwartym dla wszystkich wyznawców prawosławia niezależnie od narodowości. Uzależniał również jego ostateczne powstanie od zgody metropolity warszawskiego i całej Polski. Władze miejskie zarejestrowały Bractwo 26 stycznia 1926, natomiast pozytywna decyzja ze strony metropolii warszawskiej wpłynęła 12 maja tego samego roku. W momencie swojego zebrania konstytucyjnego, jakie miało miejsce w lokalu przy ul. Mostowej 6 – 14 lipca 1926, liczyło 104. członków. Chociaż twórcami Bractwa i jego liderami pozostawali Rosjanie, wśród jego członków byli również liczni Ukraińcy. Działalność organizacji obejmowała również inicjatywy kulturalne – przedstawienia amatorskie, koncerty, odczyty i różnego rodzaju spotkania. Składka członkowska wynosiła 1 złoty na miesiąc. Chociaż prawosławni Ukraińcy i Rosjanie bezproblemowo współpracowali w ramach Bractwa, Ukraińcy podkreślali swoją odrębność narodową. Wyrazem tego była próba powołania w 1928 odrębnego bractwa, do czego jednak nie doszło. W tym samym roku w toruńskiej cerkwi została odprawiona msza w intencji Symona Petlury. Było to wyrazem powszechnego w społeczności ukraińskiej poparcia dla jego programu politycznego.

### Anarchiści

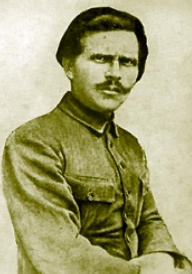
Nestor Machno

Osobną grupę, niezwiązaną z pozostałą częścią społeczności ukraińskiej w Polsce, przez krótki czas stanowili przedstawiciele ukraińskich anarchistów, którzy przybyli do Torunia po tym, gdy ukraiński działacz tego kierunku politycznego Nestor Machno, przebywając w Polsce nielegalnie od 1922, otrzymał nakaz zamieszkania w tym mieście. Do Torunia Machno przyjechał razem z żoną Haliną, dzieckiem, adiutantem J. Chmarą oraz niewielką grupą zwolenników. Początkowo mieszkał w hotelu Mazowieckim, skąd przeprowadził się do domu przy ul. Sienkiewicza 29. Swój pobyt w Toruniu (jak i ogólnie w Polsce) traktował jednak jako tymczasowy. Niemal natychmiast po zamieszkaniu w Toruniu wystąpił o zezwolenie na wyjazd do Niemiec, nie otrzymał jednak wizy wjazdowej. Kondycja psychiczna ukraińskiego anarchisty nie była dobra – przebywając w Toruniu usiłował popełnić samobójstwo. Ponadto dwukrotnie zmieniał adres, gdyż nieznani sprawcy usiłowali dokonać nań zamachu. Ostatecznie Machno wyjechał z Torunia do Gdańska dopiero 2 lipca 1924. Przez cały okres pobytu w Toruniu był obserwowany przez wywiad wojskowy.

### Żołnierze narodowości ukraińskiej
Oprócz cywilnych Ukraińców osiadłych na stałe, w Toruniu obecni byli również żołnierze Wojska Polskiego tej narodowości. Zgodnie z systemem kierowania rekrutów do jednostek odległych od ich miejsca urodzenia i dotychczasowego zamieszkania, w poborze w 1922 do Torunia trafiły liczne grupy Ukraińców, Białorusinów oraz Żydów ze wschodnich województw kraju. 1 kwietnia tego roku Ukraińcy stanowili 0,19% poborowych w Okręgu Korpusu nr VIII w Toruniu (35 osób). Liczba Ukraińców znacznie wzrosła w latach następnych. Według danych z 28 lutego 1923 stanowili już ponad 6% wszystkich rekrutów. Meldunek dla Samodzielnego Referatu Informacyjnego DOK nr VIII charakteryzuje poborowych ukraińskich następująco:

Wpływ służby dodatni, lecz nie w tym stopniu co u Białorusinów, silny podkład polityczno-agitacyjny, z którym przychodzą do wojska oraz uświadomienie narodowe stwarzają przeszkodę dającą się tylko z trudnością usunąć. Jednak wytrwała praca i wyżej wspomniane warunki dają dodatnie wyniki w ustosunkowaniu się ich do Państwa

Żołnierze narodowości ukraińskiej pochodzili w większości z Małopolski Wschodniej. Odbycie przez nich służby wojskowej w miejscu odległym od miejsca urodzenia i dotychczasowego zamieszkania miało sprzyjać wyrobieniu u nich postawy lojalności wobec państwa polskiego. Zastępca dowódcy OK nr VIII, pisząc do Ministerstwa Spraw Wojskowych, zalecał przeprowadzanie w okręgach takich jak toruński planowej akcji polonizacyjnej mniejszości narodowych, w tym ulojalnienia Ukraińców. Działania tego rodzaju były połączone z ogólną edukacją żołnierzy – wielu rekrutów ze wschodnich rejonów Polski w momencie wcielenia do wojska było analfabetami. Po 1924 Ukraińcy jednak znacznie rzadziej kierowani do Torunia. W 1933 w DOK nr VIII odnotowano tylko 45 osób tej narodowości.

## Sytuacja Ukraińców po II wojnie światowej
Kwestia postawy Ukraińców mieszkających w Toruniu wobec wybuchu II wojny światowej i hitlerowskiej okupacji Torunia nie została dotąd zbadana i opisana. E. Wiszka przytacza jedynie relację S. Dmytrenko o aresztowaniu i zastrzeleniu W. Łotockiego przez SS po tym, gdy w 1945 Ukraińcy usunęli ze swojego lokalu przy ul. Łaziennej zawieszone przez władze okupacyjne plakaty zachęcające do wspólnej walki ze zbliżającą się Armią Czerwoną.
W czasie II wojny światowej na teren Torunia napłynęła dalsza grupa Rosjan, Białorusinów i Ukraińców, uciekających z obszaru Kresów Wschodnich. Dokładna liczebność tej grupy jest nieustalona; znaczna jej część została zmuszona do wyjazdu do ZSRR natychmiast po wyzwoleniu Torunia. Ponadto natychmiast po wejściu Armii Czerwonej do miasta do obozów pracy wywieziono ok. 30 Rosjan i Ukraińców. Fakt, iż Ukraińcy i Rosjanie nie zostali poddani szczególnym represjom przez władze nazistowskie skłonił NKWD do szczegółowej weryfikacji postawy politycznej przedstawicieli tych narodowości, zarówno przed wybuchem II wojny światowej, jak i w jej trakcie. W wyniku weryfikacji powstała lista 11 osób z Torunia narodowości rosyjskiej, ukraińskiej i białoruskiej, które uznano za "wrogo ustosunkowane do Polaków". W rzeczywistości na negatywną weryfikację nie mniejszy wpływ miał fakt wcześniejszego zaangażowania sprawdzanych osób przeciwko komunizmowi i ZSRR. W sprawozdaniu kierownika I Wydziału Wojewódzkiego Urzędu Bezpieczeństwa Publicznego we wrześniu 1945 wszystkich Rosjan i Ukraińców określono jako wrogo ustosunkowanych do "obecnych przedstawicieli państwa i Rządu Demokratycznego".
Wszystkich Ukraińców przybyłych w czasie II wojny światowej na Pomorze uznano za osoby podlegające repatriacji, jednak dobrowolne stawianie się do punktów zbornych stanowiło rzadkość. Większość Ukraińców, podobnie jak przedstawicieli narodowości zamieszkujących ZSRR, nie zgłaszała się w wyznaczonych miejscach, starała się ukrywać lub uciekała do innych województw Polski. W 1945 łączną liczbę przedstawicieli mniejszości słowiańskich w Toruniu ustalono na 121 osób. W 1946 w powiecie toruńskim pozostawało 34 Ukraińców (21 osób w samym Toruniu).
Śladem obecności ukraińskich emigrantów w Toruniu są ich pojedyncze groby w kwaterach prawosławnych na cmentarzach garnizonowym (obecnie Cmentarz Komunalny nr 1) oraz św. Jerzego. Emilian Wiszka twierdzi, że w 1934 na cmentarzu garnizonowym istniały groby pułkowników Ołeksy Łuszczenki oraz Wołodymyra Czahyna oraz szeregowego Hryhorija Ochoty. Znajdowały się one pod opieką społeczności ukraińskiej, która w roku tym opłaciła wystawienie na ich grobach nowych pomników. Nie przetrwały one II wojny światowej. W 1998 z inicjatywy E. Wiszki wystawiono nowe krzyże prawosławne w miejscach pochówku H. Ochoty i W. Czahyna. Nie udało się ustalić miejsca pochówku innych Ukraińców na tym cmentarzu.